# Sizerin blanchâtre
Acanthis hornemanni 
Espèce

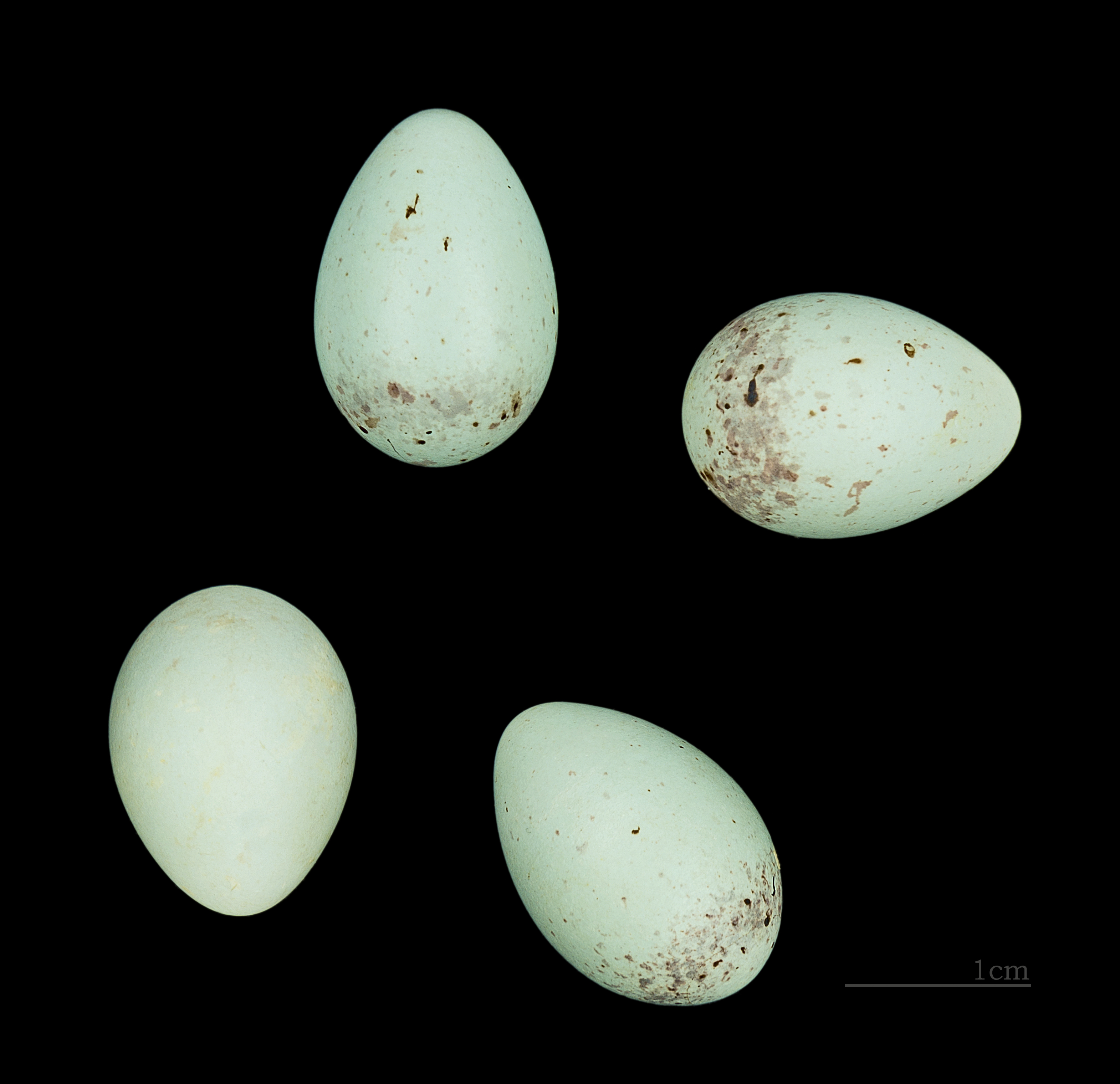
Œuf de Sizerin de Coues Muséum de Toulouse

Le Sizerin blanchâtre (Carduelis hornemanni) est une espèce de passereaux appartenant à la famille des Fringillidae.

## Historique et dénomination
L'espèce Carduelis hornemanni a été décrite par le naturaliste Carl Peter Holbøll en 1843.

### Synonymie
- Acanthis hornemanni Holbøll, 1843 Protonyme

### Noms vernaculaires
Pour Carduelis hornemanni hornemanni  (Holboell, 1843)
- Sizerin blanchâtre ;
- Sizerin à croupion blanc ;
- Sizerin d'Hornemann ;
- Sizerin groenlandais ;
- Sizerin du Groenland (au Canada).

Pour Carduelis hornemanni exilipes  (Coues, 1862)
- Sizerin du Pôle ;
- Sizerin de Coues ;
- Sizerin blanc ;
- Sizerin blanchâtre (au Canada).

## Sous-espèces
D'après la classification de référence (version 12.2, 2022) du Congrès ornithologique international (ordre phylogénique) :
- Acanthis hornemanni hornemanni (Holboell, 1843) — de l'île Ellesmere, l'est de l’île Baffin et les côtes est et ouest du Groenland ;
- Acanthis hornemanni exilipes (Coues, 1862) — de l'Alaska, du Canada (Territoires du Nord-Ouest et tout le sud), du nord des États-Unis et de toute l’Eurasie circumpolaire jusqu’au Kamtchatka.

Comme pour le Sizerin flammé, il est difficile de différencier ces deux sous-espèces tant il existe de formes intermédiaires mais, d’une manière générale, Acanthis hornemanni exilipes présente une coloration davantage crème que blanchâtre.

## Distribution
Cet oiseau est nicheur dans la ceinture de la toundra en Eurasie, migrateur dans une bande au sud de cette aire et invasionnel surtout en Asie centrale. Il est aussi nicheur dans le nord et l’ouest de l’Alaska. Il est visiteur d’été dans le nord du Canada (Territoires du Nord-Ouest), sur la côte est de l’île Baffin et jusque sur la côte sud de l’île Ellesemere puis, sur les côtes est et ouest du Groenland.

## Habitat
Le sizerin blanchâtre est inféodé aux forêts basses et claires (surtout de bouleaux et de saules), aux formations végétales de la toundra et aux landes de montagnes mais il évite les forêts denses.

## Alimentation
Il consomme prioritairement des graines d’arbres (bouleaux et aulnes) et de plantes herbacées : tanaisie commune Chrysanthemum vulgare (astéracée) et grande ortie Urtica dioica (urticacée).

## Mœurs
Sulkava (1969), comme Furness (1987) pour le Sizerin flammé, avait observé  des sizerins blanchâtres et des bruants des neiges Plectrophenax nivalis creusant des galeries dans la neige pour s’y loger et passer la nuit à l’abri du froid.

## Voix
Cris fréquents, durs: "tchic" ou tuip.